# Sericochroa velha
Sericochroa velha är en fjärilsart som beskrevs av William Schaus 1920. Sericochroa velha ingår i släktet Sericochroa och familjen tandspinnare. Inga underarter finns listade i Catalogue of Life.